# Ramot (Jerozolima)

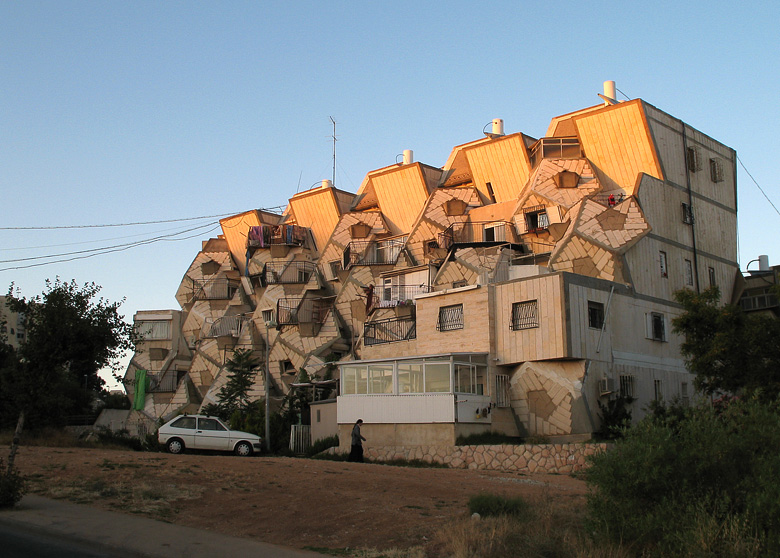
Domy w Ramot Polin

Ramot (hebr. רמות; pol. Wzgórze) – osiedle położone w północno-zachodniej części Jerozolimy (Zachodnia Jerozolima), w Izraelu. Jest to jedno z największych osiedli w mieście. W rzeczywistości składa się ono z dwóch części: Ramot Polin i Ramot Alon, które dzielą się na mniejsze osiedla numerowano kolejno od Ramot 1 (najstarsze) do Ramot 6 (najmłodsze). Część nazwana Ramot 5 jest centrum handlowym.
Leży w górach Judzkich na dwóch podłużnych grzbietach górskich o wysokości 700-800 m n.p.m., w otoczeniu zalesionych wzgórz wznoszących się nad autostradą nr 1. W jej pobliżu znajdują się miasteczko Mewasseret Cijjon, jerozolimskie osiedla Ramat Szelomo, a także położone na terytorium Autonomii Palestyńskiej osiedle Har Szemu’el oraz palestyńskie wioski Beit Iksa i Bet Hanina.

## Historia
Historia biblijna przedstawia opis śmierci proroka Samuela, który został następnie pochowany na jednym z najwyższych wzgórz otaczających Jerozolimę. Najwyższe wzgórze o wysokości 855 m n.p.m. wznosi się właśnie na północ od osiedla Ramot.
Pierwotnie tereny te należały do arabskiej części Palestyny. Podczas wojny sześciodniowej w 1967 na tych wzgórzach rozlokowały się baterie izraelskiej artylerii. W 1974 utworzono tutaj nowe żydowskie osiedle, które z czasem rozrosło się do obecnych rozmiarów. W 2008 osiedle liczyło 54 tys. mieszkańców.

## Edukacja
Osiedle jest zamieszkane w większości przez ultra-ortodoksyjnych Żydów, z tego powodu znajduje się tutaj duża liczba religijnych uczelni: Ramot Religious, Tvunat Ja’akow, Talmud Tora Sha'aret Da'at, Nahalat HaTora Jesziwa, Haran Jesziwa, Mesilat HaTora Jesziwa, Bnei Briot Syjon, Karlin Stolin Jesziwa, Likvid Jesziwa, Derech Tvuna, Talmud Tora Chabad, Hasidei Beit Jaakov, Talmud Tora Itri, Bet Ja’akow Chel oraz dla dziewcząt Or Torah Ston.

## Komunikacja
Przez osiedle przebiega droga nr 436, którą jadąc na południe dojeżdża się do węzła drogowego z autostradą nr 1  (Tel Awiw–Jerozolima), natomiast w kierunku północnym wjeżdża się na terytoria Autonomii Palestyńskiej, dojeżdżając do miejscowości Giwat Ze’ew.